# Ozero Smerzjov
Ozero Smerzjov (ryska: Озеро Смержов) är en sjö i Belarus.   Den ligger i voblasten Homels voblast, i den sydöstra delen av landet, 300 km sydost om huvudstaden Minsk. Ozero Smerzjov ligger 106 meter över havet.
Omgivningarna runt Ozero Smerzjov är en mosaik av jordbruksmark och naturlig växtlighet. Runt Ozero Smerzjov är det glesbefolkat, med 10 invånare per kvadratkilometer.